# Tromboxà
El tromboxà és un tipus de lípid que pertany a la família dels icosanoides. Els icosanoides són molècules que provenen de l'oxidació dels àcids grassos poliinsaturats de 20 carbonis, dels que prenen en seu nom general (del grec eikosi, “vint”). Concretament, els tres àcids grassos més comuns són l'araquidònic (5-cis, 8-cis, 11-cis, i 14-cis-eicosatetraenoic); l'àcid 8 cis-, 11 cis- i 14 cis-eicosatrienoic; i l'àcid 5 cis-, 8 cis-, 11 cis-, 14 cis- i 17 cis-eicosapentenoic; tot i que el precursor més important dels compostos de la família dels icosanoides és l'àcid araquidònic.
Entre els principals grups dels icosanoides hi ha les prostaglandines, els leucotriens i els tromboxans. Els tromboxans més importants són el TXA2 (el més abundant) i el TXB2.
Són hormones paracrines, secretades en el fluid intersticial sense preferència per la sang. A més, són substàncies que només actuen en les cèl·lules pròximes al punt de síntesi de l'hormona en lloc de ser transportades per la sang, i actuar així en cèl·lules d'altres teixits o òrgans. Tenen una diversitat d'efectes extremadament potents sobre diversos teixits de vertebrats. 

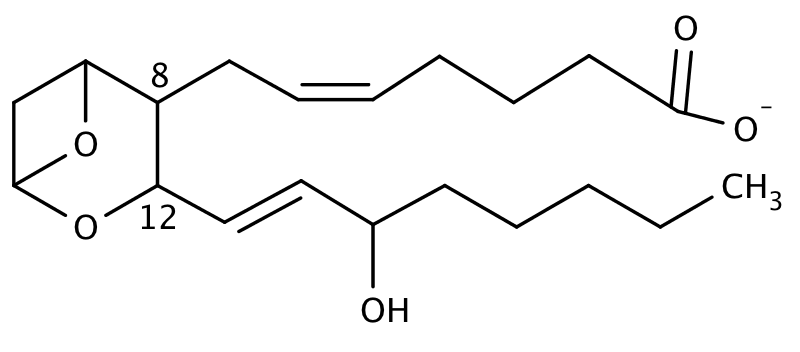
En el tromboxà A2, el C-8 i el C-12 estan units i s'afegeix un àtom d'oxigen per formar un anell hexagonal.

## Estructura
Els tromboxans tenen un anell de sis àtoms de carboni (anomenat oxanohexàmer) que conté una funció èter; unit a dues cadenes laterals.

## Formació

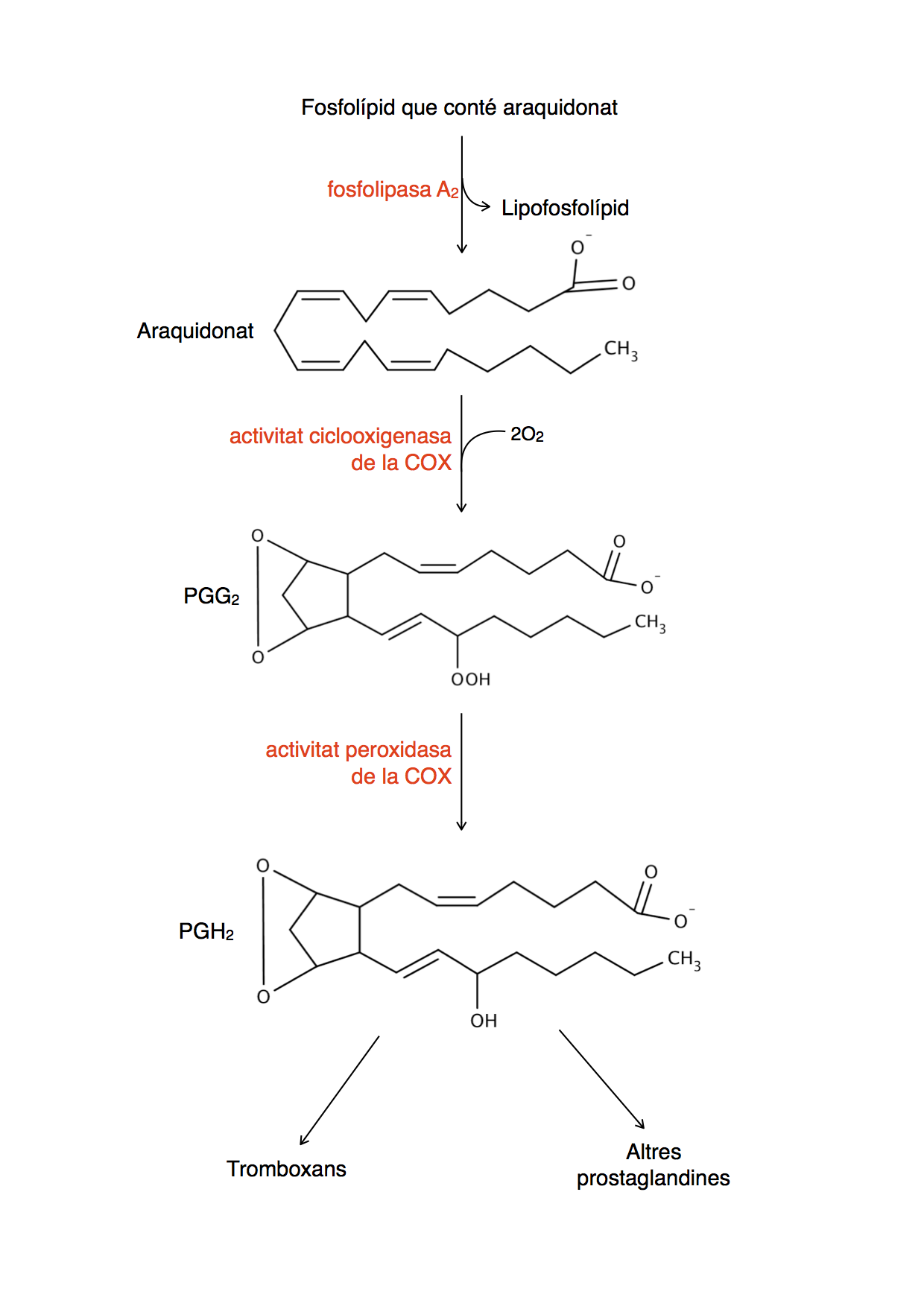
Esquema de la síntesi dels tromboxans.

Després de l'alliberament de l'araquidonat dels fosfolípids per acció de la fosfolipasa A2, les activitats ciclooxigenasa i peroxidasa de la COX (també denominada prostaglandina H2 sintasa) catalitzen la producció de PGH2, el precursor d'altres prostaglandines i els tromboxans. Aquesta és l'anomenada ruta “cíclica”, per distingir-la de la ruta “lineal”, mitjançant la qual s'obtenen leucotriens (el tercer tipus d'icosanoide).
La tromboxà sintasa present en les plaquetes sanguínies (trombòcits) converteix la PGH2 en TXA2, del que deriven altres tromboxans.A diferència de la majoria d'hormones, els tromboxans (igual que la resta de derivats de l'araquidonat) no se sintetitzen amb antelació ni s'emmagatzemen; sinó que es produeixen quan es necessiten a partir de l'araquidonat, que és alliberat enzimàticament dels fosfolípids de la membrana per la fosfolipasa A2. Els enzims encarregats d'això estan àmpliament distribuïts en els teixits dels mamífers, la majoria de les cèl·lules poden produir aquests senyals; i les cèl·lules de molts teixits poden respondre a través de receptors específics de la membrana plasmàtica.
Sota l'acció de l'enzim tromboxà sintasa, l'endoperòxid PGH2 de les prostaglandines es converteix en tromboxà A2. Com que la vida mitjana de tromboxà A2 és molt curta (30s), es transforma ràpidament en tromboxà B2.
Dosis baixes d'aspirina preses regularment redueixen la probabilitat d'atacs al cor i embòlies al reduir la producció de tromboxans; perquè l'aspirina inhibeix l'activitat ciclooxigenasa de la COX, alterant doncs la ruta cíclica de formació dels tromboxans.L'enzim TXA2 sintasa va ser aïllat per primera vegada en un fraccionament d'alta velocitat de plaquetes humanes i de cavalls. Actualment, s'investiga detalladament aquest enzim tant en plaquetes humanes com en bovines.

## Mecanisme
Els tromboxans actuen unint-se als seus receptors. Els receptors de tromboxà es troben units a proteïnes G, concretament a la proteïna Gq.

## Funcions
Els tromboxans indueixen la constricció dels vasos sanguinis i l'agregació plaquetària, etapes inicials de la coagulació de la sang. Per tant, la producció de TX per les plaquetes i la de PGI2 per la paret vascular posseeixen una gran importància per al manteniment de l'homeòstasi vascular i la prevenció de malalties cardiovasculars.

### Agregació plaquetària
L'estimulació de trombòcits indueix el procés d'agregació plaquetària i la precedeixen l'alliberament d'àcid araquidònic i la formació de TXA2, encara que aquesta no és l'única via per iniciar l'agregació plaquetària.
La PGI2 és l'antagonista fisiològic del TXA2, ja que inhibeix l'agregació plaquetària originada per aquest últim; així com contribueix a les propietats no trombogèniques de l'endoteli. És per això que la PGI2 i el TXA2 constitueixen un mecanisme de regulació que modula la interacció plaquetes/paret vascular; i la formació de taps hemostàtics i trombes intraarterials.
L'àcid acetilsalicílic pot ser efectiu en la reducció de malalties cardiovasculars, de manera que atenua selectivament la síntesi de TXA2 i PGI2; i en conseqüència, l'efecte agregant i vasodilatador de la mateixa forma que ho fan la hidralacina, l'àcid nicotínic, el dioazòxid i l'imidazol.

## Fàrmacs que inhibeixen la síntesi de tromboxà

### Inhibidors de la ciclooxigenasa
L'àcid araquidònic alliberat per la fosfolipasa A2 se sotmet a l'acció de la ciclooxigenasa donant lloc en la plaqueta a la formació de tromboxà A2 i en la paret vascular a la formació de prostaciclina (antiagregant plaquetari). La inhibició d'aquest enzim altera l'equilibri entre ambdós compostos, situació que podria acabar traduint-se en una acció antiagregant.
Els fàrmacs que inhibeixen aquest enzim comprenen antiinflamatoris no esteroidals (AINEs), destacant entre ells l'àcid acetilsalicílic, la sulfinpirazona, el trifusal i el ditazol.
Del fàrmacs específics citats anteriorment el més important i conegut és l'àcid acetilsalicílic (aspirina).

#### Àcid acetilsalicílic
L'aspirina és un derivat sintètic de l'àcid acetilsalicílic. Es va introduir en la terapèutica a finals del segle xix però no va ser fins a finals dels anys 60 quan es va descobrir la seva acció inhibitòria plaquetària. Això ha permès l'extensió del seu ús en la prevenció i tractament de fenòmens tromboembòlics.

##### Mecanisme d'acció
L'acció antiplaquetària de l'aspirina s'atribueix principalment a la inhibició irreversible de l'activitat de la ciclooxigenasa per acetilació del grup hidroxil-serina d'aquest enzim. D'aquesta manera s'interromp la transformació de l'àcid araquidònic en els seus derivats ciclooxigenats així com els mecanismes fisiopatològics en els quals estan implicats, reduint-se així la producció de tromboxà A2. Com que les plaquetes són cèl·lules sense nucli i, per tant, incapaces de portar a terme la síntesi proteica, no poden reprendre l'activitat enzimàtica perquè la inhibició es perllonga durant tota la vida de la plaqueta (de 4 a 7 dies).
La propietat anticoagulant de l'aspirina fa que sigui útil per reduir la incidència dels atacs de cor.

### Inhibidors de la sintetasa de tromboxà
Els inhibidors de la sintetasa de tromboxà inhibeixen l'enzim definitiu a la síntesi de tromboxans.
Malgrat els avenços teòrics dels inhibidors selectius de la tromboxà-sintetasa, estudis en animals no han demostrat efecte significatiu d'aquests agents en la prevenció de la trombosi arterial. Aquesta relativa ineficàcia pot ser deguda a l'increment en la producció de precursors del TXA2 (endoperòxids cíclics), els quals poden unir-se als seus receptors, produint més efecte agregant. Una altra possibilitat és l'activació de vies independents de l'àcid araquidònic o fins i tot l'activació del factor plaquetari.
Posteriorment s'han estudiat fàrmacs antagonistes dels receptors del TXA2, bloquejant-lo a nivell del receptor i permetent antagonitzar els efectes d'ambdós (TXA2 i endoperòxids cíclics), tant a nivell plaquetari com del vas. No obstant això, degut a la seva naturalesa competitiva, aquests agents poden ser desplaçats del receptor i ésser així menys eficaços quan la producció de TXA2 sobrepassa els nivells de l'antagonista. Un altre inconvenient afegit és que són ineficaços quan les plaquetes són activades per una via independent del TXA2. La producció de TXA2 i de prostaciclines no són interferides per aquests agents.
Només els fàrmacs que combinin una inhibició potent i persistent de la sintetasa de tromboxà i dels receptors del TXA2 suprimiran l'activitat protrombòtica dels endoperòxids i amplificaran la cooperació entre les plaquetes activades i les cèl·lules vasculars adjacents per a la generació local de prostaglandines antitrombòtiques.
L'Ifetroban és un potent i selectiu antagonista del receptor de tromboxà. El dipiridamol és un altre exemple de fàrmacs que antagonitzen aquest receptor.
Dintre d'aquest grup es troben altres fàrmacs com el ridogrel i la picotamida, poc utilitzats a la clínica.

## Implicacions clíniques
A més de l'esmentat a continuació, els tromboxans segueixen en ple estudi avui dia.
Per exemple, els àcids grassos poliinsaturats de la família ω-3 poden, segons es creu, actuar de forma que un d'ells, l'àcid icosapentaenoic es converteix en TXA3, que és un agregant dèbil; i PGI3, que és un antiagregant fort. Així, l'equilibri entre agregació i antiagregació es decantaria cap a condicions més antiagregants, revertint la situació plaquetària.
A més, es creu que, experimentalment, els tromboxans podrien estar relacionats amb factors generants de l'efecte antimetastàsic; evitant doncs la propagació tumoral a altres regions de l'organisme.

### Fetge
La lesió hepàtica després d'una situació d'estrès hepàtic pot ser causada per diversos mecanismes, incloent la reacció inflamatòria i trastorns de microcirculació. S'ha observat que els nivells de tromboxà augmenten en la circulació sistèmica després de diferents tipus d'estrès hepàtic; com ara una hepatectomia, trasplantament de fetge, cirrosi hepàtica i lesió hepàtica per consum excessiu d'alcohol. La producció de tromboxà des del fetge augmenta sota aquestes situacions.
Les cèl·lules de Kupffer, macròfags hepàtics residents, poden ser una font important de tromboxà induït per estrès; tot i que altres tipus de cèl·lules en el fetge (com ara les endotelials dels sinusoides i els hepatòcits) també podrien produir aquests eicosanoides. El tromboxà indueix dany hepàtic a través de la vasoconstricció, l'agregació plaquetària, la inducció de l'adhesió dels leucòcits, i la inducció de l'alliberament d'altres vasoconstrictors. En aquests casos, s'ha observat que l'administració d'un inhibidor de la COX, d'un inhibidor específic de la tromboxà sintasa, o d'antagonistes específics de receptors del tromboxà permet protegir de la lesió hepàtica greu provocada per les situacions d'estrès hepàtic.

### Sistema cardiopulmonar
La relació entre la PGI2 de la paret vascular (vasodilatadora i antiagregant) i el TXA2 plaquetari (potent proagregant i vasoconstrictor) és part important en el manteniment de la fisiologia sanguínia i l'alteració del seu equilibri determina l'inici de la formació de trombes.
S'ha suggerit que el mecanisme responsable de l'increment en el risc cardiovascular després de la ingesta continuada de coxibs (inhibidors de la COX2) és conseqüència d'inhibir la producció de PGI2 endotelial (mediada per la COX2), sense afectar la producció de TXA2 (mediada per la COX1 plaquetària). Així, predomina el TXA2; tot determinant un increment en el to vascular i l'agregació plaquetària. Tot i així, també es considera la possibilitat que els coxibs exerceixin un efecte directe sobre la coagulació, en la musculatura del miocardi i el cervell; augmentin la pressió arterial; inhibeixin la remodelació vascular i disminueixin la resistència enfront del dany per isquèmia.
Es creu que la vasoconstricció causada pels tromboxans té un paper important en una malaltia anomenada angina de Prinzmetal.